# 深水鯷鯒
深水鯷鯒，為輻鰭魚綱鮋形目牛尾魚亞目赤鯒科的其中一種，為溫帶海水魚，分布於西北太平洋日本海域，生活在底質海域，生活習性不明。